# Ильтасадум
Ильтасадум (шум. il-ta-sa-du-um) — правитель шумерского города-государства Киш, упоминаемый в «Царском списке» как 21-й царь I династии Киша. 
О его родстве с предыдущим правителем Илькумом ничего неизвестно. В «Царском списке» его царствованию, как и всем ранним шумерским царям, приписывается неправдоподобная длительность — 1200 лет.
| I династия Киша        |                |                         |
| Предшественник: Илькум | правитель Киша | Преемник: Эн-Мебарагеси |